# علوی شیرازی
سید محمدحسین خان فرزند محمدهادی عقیلی علوی خراسانی شیرازی، پزشک و داروشناس قرن دوازدهم هجری قمری است.

## خاندان
محمدحسین خان نوه خواهری حکیم محمدهاشم شیرازی معروف به علوی خان، طبیب مشهور قرن دوازدهم هجری است. علوی خان فرزند حکیم میرمحمد هادی قلندر و در سال ۱۰۸۰ و ۱۰۸۱ ه‍. ق در شیراز به دنیا آمده است. پس از حمله نادرشاه به هند، وی به همراه نادر به ایران بازگشت و حکیم‌باشی نادرشاه گردید.
نیاکان محمد حسین از خراسان بودند ولی محمدحسین خان چون در شیراز می‌زیست و در تالیفاتش از شیرازی بودن خود سخن گفته است، او را شیرازی خوانده‌اند.
پدر بزرگ عقیلی، میر محمدهادی علوی، پزشک، جراح، شاعر و خوشنویسی زبردست و صاحب دیوان شعر بود و در شعر «شرر» تخلص می‌کرد. و به سبب سلوک درویشی او را "قلندر" می‌نامیدند. کتاب "مجمع الجوامع" نیز از تالیفاتی است که به وی منسوب می‌باشد. بنا به گفته محمدحسین خان، در کتاب قرابادین کبیر، پدران و نیاکان و خاندان او غالباً از پزشکان عصر خود و در طبابت و معالجه ماهر بوده‌اند.
محمدحسین خان در خاندانی شیرازی‌تبار که در مرشد آباد بنگال می‌زیستند زاده شد. نزد پدرش محمد هادی عقیلی و میر محمدعلی حسینی درس خواند و در پزشکی پایه‌ای بلند یافت. بر اثر فراوانی درمان‌ها از پزشکان معروف و مشاهیر پزشکان اواخر سده دوازدهم هجری شد. وی با میرزا نصیر، طبیب مخصوص کریم‌خان زند، معاصر بود.

## آثار
عقیلی علاوه بر علوم طبی، در فنون حکمت و نجوم و ادبیات نیز مهارت داشت. او در تدوین کتب خود از منابع و کتاب‌های معتبری استفاده کرده است، مانند قانون ابوعلی سینا، الحاوی زکریای رازی، جامع المفردات الادویه اثر ضیاءالدین مالقی اندلسی.
از جمله آثار عقیلی می‌توان به موارد زیر اشاره نمود:
1. قرابادین کبیر
2. مخزن الادویه
3. خلاصه الحکمه
4. معالجات